# ハーフ・ジャパニーズ
ハーフ・ジャパニーズ (Half Japanese)は、アメリカのオルタナティブ・ミュージック、パンク・ロック・バンド。
1975年から1977年頃、ジャド・フェアとデヴィッド・フェアの兄弟によりメリーランド州ユニオンタウンの自宅で結成される。結成時のメンバーは、フェア兄弟のほかにマーク・ジックリングとリッキー・ドレイファス、ジョン・ドレイファス。フェア兄弟が独自で編み出した、既存のミュージシャンの文脈からかけ離れた音楽スタイルが最大の特徴。洗練からはほど遠い、アマチュア的な原始的ともいえるスタイルはアバンギャルド、実験音楽の境地にまで達している。
ジャド・フェアは、あたかもギターを弾きこなしているかのような独自の奏法でも有名。30歳を越えるまで既存の音楽文脈に収まるようなギター演奏を披露しようとはしなかった。ドキュメンタリー映画『Half Japanese: The Band That Would Be King』の中で、当時のバンドのギタリストが語ったところによると、ジャド・フェアはコードを1、2個程度しか知らなかったという。

## ディスコグラフィ

### スタジオ・アルバム
- 『ハーフ・ジェントルメン / ノット・ビースツ』 - 1/2 Gentlemen/Not Beasts (1980年、Armageddon)
- Loud (1981年、Armageddon)
- Our Solar System (1984年、Iridescence)
- Sing No Evil (1985年、Iridescence)
- Music To Strip By (1987年、50 Skidillion Watts)
- Charmed Life (1988年、50 Skidillion Watts)
- The Band That Would Be King (1989年、50 Skidillion Watts)
- We Are They Who Ache with Amorous Love (1990年、TEC Tones)
- Fire In The Sky (1992年、Paperhouse)
- 『ホット』 - Hot (1995年、Safe House)
- Bone Head (1997年、Alternative Tentacles)
- Heaven Sent (1997年、Emperor Jones)
- Hello (2001年、Alternative Tentacles)
- Overjoyed (2014年、Joyful Noise)
- Perfect (2016年、Joyful Noise)
- Hear the Lions Roar (2017年、Fire Records)
- Why Not? (2018年、Fire Records)
- Invincible (2019年、Fire Records)

### ライブ・アルバム
- Half Alive (1977年、50 Skidillion Watts) ※カセット (live at DC Space and the Red Door, Baltimore)[1] -
- 50 Skidillion Watts Live (1984年、Calypso Now)
- Boo: Live in Europe 1992 (1994年、TEC Tones)

### コンピレーション・アルバム
- 『グレイテスト・ヒッツ』 - Greatest Hits (1993年、Timebomb Japan)
- 『グレイテスト・ヒッツVol.2』 - Greatest Hits Vol.2 (1994年、Timebomb Japan)
- Greatest Hits (1995年、Safe House)

### EP
- Calling All Girls (1977年、50 Skidillion Watts)
- Horrible (1982年、Press)
- Real Cool Time/What Can I Do/Monopoly EP (1989年、Overzealous Editions)
- Everybody Knows, Twang 1 EP (1991年、Seminal Twang)
- 4 Four Kids EP (1991年、Ralph)
- Postcard EP (1991年、Earl)
- Eye of the Hurricane/Said and Done/U.S. Teens are Spoiled Bums/Daytona Beach EP (1991年)

### シングル
- "No Direct Line from my Brain to My Heart"/"(I Don't Want to Have) Mono (No More)" 7" (1978年、50 Skidillion Watts)
- "Spy" (1981年、Armageddon)
- "How Will I Know" (1982年、Press)
- "U.S. Teens Are Spoiled Bums" (1988年、50 Skidillion Watts)
- "T For Texas"/"Go Go Go Go" (1990年、X.X.O.O. Fan Club)

### 映像作品
- 『ハーフ・ジャパニーズ - いずれ王者になるバンド』 - Half Japanese: The Band That Would Be King  (1993年、Washington Square Films) ※ジェフ・フュールジーク (Jeff Feuerzeig)監督

### 書籍
- All the Doctors in Hot Springs (2012年12月)[2]